# Karatiourek
 (mars 2022).
Si vous disposez d'ouvrages ou d'articles de référence ou si vous connaissez des sites web de qualité traitant du thème abordé ici, merci de compléter l'article en donnant les références utiles à sa vérifiabilité et en les liant à la section « Notes et références ».
Le Karatiourek (en russe Каратюрек), de l'altaï kara qui signifie « noir » et tiourek qui signifie « cœur », est un col de montagne de l'Altaï en Russie situé à 3 090 mètres d'altitude. Il se trouve sur la ligne de partage des eaux des rivières Akkem et Koutcherla dans les monts Katoun et appartient au territoire du parc naturel de Béloukha. Il est traversé par un chemin équestre qui va du village de Tioungour au lac d'Akkem, itinéraire prisé des expéditions de randonneurs. Il rejoint le lac de la Koutcherla.
Du col, le panorama s'ouvre sur les hauteurs du mont Béloukha, le sommet le plus élevé de l'Altaï, la gorge de la rivière Yarlou, la vallée de l'Akkem. La montée au col à partir du lac d'Akkem par le chemin muletier prend de deux à six heures suivant les conditions climatiques. À partir du lac de la Koutcherla, on peut atteindre le col  en deux à cinq heures par le chemin muletier. Le dénivelé est de 1 500 mètres. La descente du col vers la rivière Akkem par le lac d'Akkem prend de quarante minutes à trois heures.